# 嚴可均
嚴可均（1762年—1843年），字景文，號鐵橋，浙江烏程（現浙江湖州）人，清代学者。

## 生平
嘉慶五年（1800年）以宛平籍舉人，曾替姚文田、孙星衍校书，辑校《平津馆金石萃编》。道光二年（1822年）官建德縣教諭，“在任数年，大修学宫，并葺严子陵祠”，道光十四年引疾歸。生平好游，足迹幾半天下。他研究文字音韻學，一生着书不辍。

## 著作
著有《說文校議》、《說文聲類》、《鐵橋漫稿》等書，輯本有：《典語》一卷、《劉氏政論》一卷、《杜氏篤論》一卷、《桓氏世要論》一卷、《蔣子萬機論》一卷、《爾雅圖贊》一卷、《山海經圖贊》二卷、《華陽陶隱居集》二卷、《孝經鄭氏注》一卷、《聖賢高士傳贊》一卷、《平津館金石萃編》二十卷、《爾雅一切注音》十卷、《傅子》五卷；積一千二百五十一卷，因卷帙繁浩，不能盡刊。臺北國立中央圖書館藏有嚴氏手校本《初學記》原稿。
清嘉庆十三年（1808年）詔開“全唐文館”，編輯《全唐文》，一时名士鴻儒多被邀请。严氏因已辞官归田，無能為役，心有不甘，慨然曰：“唐之文，盛矣哉！唐以前要当有总集。斯事体大，是余之责也。”以二十七年之功，至道光十四年（1834年）定稿《全上古三代秦漢三國六朝文》741卷，收录3000余家均附作者小传，序中自言“广搜三分书，与夫收藏家秘笈金石文字，远而九译，旁及释道鬼神。起上古迄隋，鸿裁巨制，片语单辞，罔弗综录，省并复叠，联类畸零”，直與《全唐文》相銜接，“清代著述之富，盖无有过之者”。有一子，嚴六孤，好赌。严可均卒后，其作品都被用來偿还赌债，“乱后不知所终”。